# Battle.net
Battle.netは、ブリザード・エンターテイメントが提供するオンライン・ゲーム・サービス。1997年1月、ブリザードのアクションRPG『ディアブロ』のリリースと共に立ち上げられた。当時他のオンラインサービスが使っていた外部インタフェースとは対照的に、Battle.netは初めてゲームに直接組み込まれたオンライン・ゲーム・サービスと言うことができる。この点とアカウント作成の容易さと会費無料という点により、Battle.netはゲーマーの間で人気となり、『ディアブロ』やその後のブリザードのゲームのセールスポイントとなった。
Battle.netの成功を受けて、ブリザードのサービスパッケージやユーザインタフェースを真似たオンライン・ゲーム・サービスが各社から発表されるようになった。

## サポートしているゲーム
ディアブロ
1997年に『ディアブロ』と共にこのサービスが開始されたとき、Battle.netはチャットやゲームリストといったごく基本的なサービスしか提供していなかった。プレイヤーがサービスに接続すると、他のゲーマーと会話し、ディアブロのマルチプレイヤー版に参加することができる。Battle.netのサーバには、ユーザーのアカウントデータ以外にゲームデータは格納されていなかった。このためサービスは素早く動作し利用も簡単だったが、チートを使ってゲームデータをローカルに修正できることがわかり、それがBattle.net上で素早く広まった。しかし、プライベートなゲームを生成するオプションもあったため、多くのプレイヤーは知人とのプレイを楽しむようになった。
スタークラフト
1998年に『スタークラフト』がリリースされると、Battle.netの利用は劇的に増大した。ランキング機能やゲームフィルタ機能などがサービスとして追加された。拡張パック StarCraft: Brood War がリリースされるとBattle.netの利用者はさらに増えた。特に韓国で利用が急増し、ログオン利用者数はアメリカ合衆国のそれとほぼ同等になることも多かった。
『スタークラフト』にはCDキーを使った新たなコピーガードが採用されていた。『ディアブロ』では誰でもBattle.netに接続できたが、『スタークラフト』では正当かつ一意なCDキー（製品に書いてある13桁の番号）を持つユーザーでないと接続できないようになっていた。つまり、同じCDキーを使っているユーザーが複数いた場合、そのうちの1人しかBattle.netに接続できない。不正なCDキーを使うと、そのアカウントでチャットできなくなり、最終的にはアクセス禁止となる。『スタークラフト』以降のブリザードのゲームは全てCDキーを使ってBattle.netに接続するようになった。唯一の例外は Starcraft: Brood War で、異なるゲートウェイを使っている場合に2人のプレイヤーが同時にプレイできたが、同じゲームに参加することはできず、互いにチャットすることもできない。
Warcraft IIBattle.net Edition
Battle.netで『スタークラフト』が人気になったことから、翌年ブリザードはすでに発売していたリアルタイムストラテジーゲーム Warcraft II: Tides of Darkness に拡張パック Warcraft II: Beyond the Dark Portal を同梱し、Battle.net上でプレイできるようにしたバージョンを発売した。これが Warcraft II: Battle.net Edition である。それまではインターネット上でプレイするには、IPXエミュレータKaliを使うか、かつて稼動していたEngageというオンラインサービスを使う必要があった。新バージョンではランキング機能やBattle.net以外のホストに対応した機能もサポートしていた。
ディアブロII
『ディアブロII』は2000年、盛大にリリースされた。Battle.net関連での重要な点は、完全なクライアントサーバ型になった点である。ゲームそのものはプレイヤーのコンピュータ上で実行されるのではなく、ブリザードのサーバ上で実行されるようになった。つまり、ゲームの全キャラクタデータもBattle.netサーバ群に格納される。このためチートによる強化が事実上不可能になった。また、プレイヤーのキャラクタをクライアント側に格納する機能もあり、ローカルまたはLAN上で使ったキャラクタをBattle.netでも使うことができる。ただし、この場合はチートによるキャラクタ強化を防ぐことができない。また、ゲーム内キャラクタに似たアバターをチャットで使用できる機能がある。また、ゲーム内でキャラクタが死亡すると二度とそのキャラクタを使えない "Hardcore" という設定も可能で、その設定でゲームをしているプレイヤーのランキングが新たに設けられている。『ディアブロII』のBattle.netでの利用者数は徐々に増えていき、2001年の拡張パック Diablo II: Lord of Destruction のリリースによってさらに増加していった。
Warcraft III
2002年にリリースされた Warcraft III: Reign of Chaos と2003年にリリースされた拡張パック Warcraft III: The Frozen Throne はBattle.netをサポートする最新のゲームである。これらと同時にオンラインサービスも強化された。特筆すべき機能としては匿名マッチメイキング機能がある。これはゲームをプレイしたいユーザーがあるボタンを押すと、同程度のランキング（スキル）でゲームをプレイしたいと思っている他のユーザーと自動的にマッチメイクされるものである。このため、簡単かつ素早くゲームに入ることができる。また、仲間同士でランキングを操作するために八百長をすることが流行っていたが、この機能を使うと八百長ができない。このコンセプトを拡張した "Arranged Teams" と呼ばれるチーム対戦方式も生まれた。これは友人数人とチームを組み、同人数で同程度のランキングのチーム同士で匿名マッチメイキングするものである。しかし、公平なマッチメイキングに対するチートとして Abusing と呼ばれる戦略も登場した。これを使うとチーム同士の匿名マッチメイキングで八百長が可能になる。拡張として自動トーナメント機能が追加された。これは、1日をかけてトーナメント形式でゲームを行い、チャンピオンを決定するものである。他にも様々な機能が追加されている。
スタークラフト2
ブリザードによれば『スタークラフト2』もBattle.netサポートの予定だが、具体的仕様は明らかになっていない。ブリザードのコミュニティマネージャによれば、Battle.netの次期バージョンではVoIPをサポートする予定とのこと。
ディアブロIII
2008年6月28日パリで開催された Worldwide Invitational で、ブリザードは『ディアブロIII』がBattle.netサポート予定であることを認めた。
World of Warcraft
World of Warcraft のアカウントはBattle.netのアカウントと統合することができる。

## 歴史
ブリザードによれば、Battle.netは最大のオンライン・ゲーム・ネットワークである。ブリザードによればBattle.netには「数百万人のアクティブなユーザー」がいて、そのユーザーはオンラインゲームのリーダーであり、「Xbox Live でさえ足元にも及ばない」という。1997年11月時点で2200万回のゲームプレイがなされ、125万人の異なるユーザーがいて、平均で毎日3,500人の新規ユーザーが参加していた。1999年4月には、Battle.netのアクティブなユーザー数は230万人で、同時に5万人以上のユーザーがプレイしているとの報告がある。2002年9月にはアクティブなユーザー数が1100万人に急増した。2004年9月にはアクティブなユーザー数が1200万人となり、毎日合計で210万時間をオンラインで費やしており、平均で20万人のユーザーが同時にプレイし、ピーク時には40万人がプレイしている。

## コミュニティ
Battle.netに関連して開発者のコミュニティが生まれた。Battle.net用の非公式なクライアントを開発したり、Battle.net対応のゲームが使っている通信プロトコルをリバースエンジニアリングして、ボランティアが公開している。
また、ゲームプレイ中であっても友人と会話ができるツールなども開発されている。
ブリザードが作成したものではないマップを使ったカスタムゲームが登場したことでコミュニティが生まれ、現在ではそのようなゲームがある程度の割合でプレイされている。例えば WarCraft 3 には tower defense マップや Hero solo マップと呼ばれるマップがある。

## 論争
Battle.netの通信プロトコルとゲームはゲーマーのグループによってリバースエンジニアリングされ、GPLライセンスで bnetd と呼ばれるBattle.netエミュレーションパッケージが無料でリリースされた。bnetdではブリザードのゲームをプレイする際に公式のBattle.netサーバを使う必要が無い。
2002年2月、ブリザードが雇った弁護士がデジタルミレニアム著作権法 (DMCA) 違反でbnetd開発者を訴えるという脅しをかけた。すなわち、ブリザードのゲームは "Battle.net" と呼ばれるブリザードが制御するサーバ群でのみ動作するよう設計されており、Battle.netのサーバ群はCDキーを使って海賊版を排除している。
bnetd開発者はブリザードのCDキーをチェックするシステムをbnetdに組み込むという提案をしたが、ブリザード側はbnetdのようなソフトウェアは海賊版を容易に生むとし、DMCA違反の恐れがあるとしてbnetdプロジェクトを停止に追い込もうとした。これはDMCAが適用された初期の事例の1つであったため電子フロンティア財団も関与し、法廷に持ち込まずに問題を解決しようと調停が続けられた。しかし調停は決裂し、結局ブリザード側が全面的に勝った。被告はスタークラフトのEULAとBattle.netの利用規約の両方に違反しているとされた。控訴審でも2005年9月1日にブリザード側が勝訴した。

## Battle.netのゲーム一覧
現行
- Diablo II
- Diablo II: Lord of Destruction
- Diablo III
- Warcraft II: Battle.net Edition
- Warcraft III: Reign of Chaos
- Warcraft III: The Frozen Throne
- StarCraft
- StarCraft: Brood War
- StarCraft: Remastered
- StarCraft II
- Destiny 2
- オーバーウォッチ2

限定チャット機能
- Diablo Shareware
- Diablo Spawn
- Diablo
- StarCraft Shareware
- StarCraft Spawn
- Japanese StarCraft （日本語版スタークラフトのベータ版）
- Japanese StarCraft Spawn

終了
- CHAT (Telnet)
- Diablo II Stress Test （Diablo II の内部アルファ版）

今後の予定